# Ratchet-Effekt

Der Ratchet-Effekt, auch Sperrklinkeneffekt (englisch ratchet, Sperrklinke, Sperrgitter), ist ein Begriff aus der makroökonomischen Theorie und bezieht sich auf Änderungen des Verhältnisses von Nominallohn zu Preisniveau (Reallohn) in der keynesianischen Variante der Totalmodelle für die offene und geschlossene Volkswirtschaft.
Das keynesianische Totalmodell ist aber streng gesehen kein Totalmodell, auch wenn es sich mit aggregierten Größen beschäftigt, da das Preisniveau dort nicht flexibel ist. Die folgenden Aussagen sollen aber für ein Flexpreismodell gelten.
Nimmt man ein Preisniveau-Einkommensdiagramm an, um die aggregierten Güterangebots- und Güternachfragefunktionen einzuzeichnen, so zeichnet sich Keynes’ Variante der Güterangebotsfunktion durch einen „Knick“ aus, der sich genau dort befindet, wo das Gleichgewichtspreisniveau herrscht, also dort, wo per definitionem Vollbeschäftigung auf dem Arbeitsmarkt herrscht und das maximale Gleichgewichtseinkommen realisiert wird, im Gegensatz zur neoklassischen Güterangebotsfunktion, die preisunelastisch verläuft.

## Voraussetzungen auf dem Arbeitsmarkt
Das gesamtwirtschaftliche Güterangebot wird realisiert, indem die gleichgewichtige Beschäftigungsmenge, die auf dem Arbeitsmarkt ermittelt wurde (und nicht automatisch Vollbeschäftigung bedeutet, sondern lediglich einen Schnittpunkt von Arbeitsangebots- und Arbeitsnachfragekurve) in die Produktionsfunktion eingesetzt wird. Man kann hier zum Beispiel eine Cobb-Douglas-Produktionsfunktion annehmen. Die Arbeitsnachfrager (Unternehmen) richten ihre Nachfrage am Reallohnsatz aus, ebenso die Arbeitsanbieter (Beschäftigte). Der Reallohn setzt sich zusammen aus Nominallohn W und Preisniveau P (W / P). Beide haben verständlicherweise unterschiedliche Präferenzen. Die Beschäftigten sind annahmegemäß bereit, bei höherem Reallohn mehr Arbeitszeit anzubieten (der Zuwachs an Geld ist für sie annahmegemäß reizvoller als der Zuwachs an Freizeit, den sie erreichen könnten, wenn sie zu höherem Lohn weniger Arbeitszeit anbieten), während die Arbeitsnachfrage der Unternehmen sinkt, je höher der Lohn ist, den sie zahlen müssen.

## Auswirkungen einer Preisniveausenkung
Der Unterschied zwischen den neoklassischen und keynesianischen Auffassungen in diesem Modell ist, dass der Nominallohnsatz im Unterbeschäftigungsfall starr ist, sowohl nach oben als auch nach unten. Praktisch würde dies bedeuten, dass sich die Beschäftigten einer Nominallohnsenkung widersetzen, weil der Reallohn dadurch nach einer Störung des Systems, zum Beispiel einer  Preissenkung, zurückgehen würde. Eine Preissenkung führt nämlich zu einem Anstieg des Reallohns. Das Arbeitsangebot ist nun gestiegen, die Arbeitsnachfrage jedoch gesunken. Es entsteht unfreiwillige Arbeitslosigkeit durch einen Angebotsüberschuss auf dem Arbeitsmarkt. Dieser könnte durch eine Senkung des Nominallohns abgebaut werden. Dies verhindern jedoch die Arbeitsanbieter.
Da nun eine geringere Beschäftigungsmenge realisiert wird, wird auch weniger produziert und damit sinkt das Gleichgewichtseinkommen. Wir befinden uns unterhalb des „Knicks“ im preiselastischen Bereich auf der Ys-Kurve. Hier reagiert das Gleichgewichtseinkommen auf Preisniveauänderungen. Durch eine Preissteigerung kann das Einkommen letztendlich wieder bis Y0 gesteigert werden, da der Angebotsüberschuss auf dem Arbeitsmarkt dadurch abgebaut wird.

## Der Sperrklinkeneffekt
Oberhalb des „Knicks“ sollen dagegen weiterhin die Zusammenhänge des neoklassischen Modells gelten, d. h. nach oben hin soll der Nominallohnsatz flexibel sein. Nach oben besteht also die Klassische Dichotomie des Systems, d. h. hier gilt: Preisniveauänderungen ziehen gleich große Änderungen des Nominallohnsatzes nach sich, so dass der Reallohnsatz unverändert auf dem Vollbeschäftigungsniveau bleibt. Änderungen der Nominalgrößen haben also keinen Einfluss auf die Realgrößen. Nach unten ist der Nominallohn aber weiterhin starr. Sollte es nun also ausgehend vom Vollbeschäftigungsniveau zu einer Preissteigerung kommen, steigt der Nominallohn mit. Sinken die Preise aber nun, ist W sofort starr, d. h. mit jeder Preissenkung geht sofort das Einkommen zurück. Dies bedeutet aber, dass sich der preiselastische Bereich mit nach oben verlagert haben muss. Im Bild ist der neue preiselastische Bereich die obere Diagonale. Die untere Diagonale ist damit bedeutungslos, da annahmegemäß ein einmal erreichtes Nominallohnniveau nicht mehr verlassen wird. Der preiselastische Bereich wirkt also wie eine Sperrklinke.